# شیخ عبدالله بلیانی
اوحدالدین عبدالله بن ضیاءالدین مسعود بلیانی کازرونی (۶۱۳ - ۶۸۳ هجری قمری) مشهور به شیخ عبدالله بلیانی و ملقب به اصیل‌الدین، صوفی و شاعر قرن هفتم هجری و بنیان‌گذار سلسلهٔ بلیانیه است.

## تولد و خانواده
اوحدالدین عبدالله فرزند ضیاءالدین مسعود در سال ۶۱۳ هجری در روستای بلیان در ۶ کیلومتری شهر کازرون زاده شد. جد پدری او، ابوعلی دقاق، صوفی اهل خراسان بود.
پدربزرگ اوحدالدین عبدالله، نجم‌الدین محمد نام داشت که به کازرون مهاجرت کرده و با دختر قاضی محمد بلیانی ازدواج کرده بود.
شیخ عبدالله بلیانی صاحب پسری به‌نام سراج‌الدین بود.

## تحصیل
نخستین معلم شیخ عبدالله، پدرش بود. او در شروع مسیر صوفیانهٔ خود، ۱۱ سال را در کوهی به‌تنهایی سر کرد. سپس نزد زاهد ابوبکر همدانی رفت و مراحل سیر و سلوک را نزد او طی کرد. شهرت نجیب‌الدین علی بن بزغش شیرازی که از مریدان شهاب‌الدین عمر سهروردی بود، او را به شیراز کشاند. اما در ملاقات با نجیب‌الدین، خود را بی‌نیاز از راهنمایی او یافت و مجدداً به کازرون و بلیان بازگشت.  
شیخ عبدالله بلیانی از مریدان طریقت سهروردیه و از معتقدان به وحدت وجود بود.

## تدریس
شیخ عبدالله شروع به تعلیم شاگردان خود در روستای بلیان کرد که از نامدارترین آن‌ها می‌توان به امین‌الدین بلیانی، برادرزادهٔ او اشاره کرد.

## مریدان و علاقه‌مندان
در زمانی که شیخ صفی‌الدین اردبیلی برای یافتن یک حکیم و راهنما به فارس سفر کرده بود، مشایخ صوفیه به‌اتفاق شیخ عبدالله بلیانی را به او معرفی کردند. اما شیخ عبدالله در دیدار با شیخ صفی‌الدین، شیخ زاهد گیلانی را به‌عنوان حکیمی کامل به او معرفی کرد. از جمله علاقه‌مندان مشهور شیخ عبدالله بلیانی می‌توان به سعدی، شاعر مشهور سدهٔ هفتم هجری اشاره کرد.

## وفات
شیخ عبدالله بلیانی در سال ۶۸۳ هجری در بلیان درگذشت و در خانقاه خویش به خاک سپرده شد. ظاهراً خانقاه او تا اواخر زمان قاجار نیز پابرجا بوده‌است.

## آثار
از جمله آثار باقی‌مانده از شیخ عبدالله بلیانی می‌توان به رسالهٔ عینیة‌الوجود (الاحدیهٔ-الدائرهٔ) و دیوان اشعار اشاره کرد. اشعار پراکنده‌ای نیز از او در تذکره‌ها نقل شده است.

## نوادگان
از نوادگان مشهور او می‌توان به اوحدی بلیانی، شاعر دورهٔ صفویه، خواجه ملای کازرونی، شاعر و موسیقی‌دان و عبدالله اولیا بلیانی، نویسنده اشاره کرد.

## نمونه اشعار
از نمونه شعرهای شیخ عبدالله بلیانی می‌توان به موارد زیر اشاره کرد:
| حقیقت جز خدا دیدن روا نیست   |  | که بی‌شک هرچه بینی جز خدا نیست |
| نمی‌گویم که عالم زو شده زانک  |  | چنین نسبت به او کردن روا نیست |
| نه او عالم شده نه عالم او شد |  | همه جز او و زو چیزی جدا نیست  |

| الله الله جز خدا موجود نیست |  | واقف این سر به جز معبود نیست |
| عاشقان دوست بسیارند لیک     |  | کس چو عبدالله بن مسعود نیست  |

| به کین ما کمر بندد کسی کش بخت برگردد |  | چو وقت مرگ مار آید به گرد رهگذر گردد |

| ما جمله وجود پاک پاکیم |  | نه ز آتش و باد و آب و خاکیم |

| تا حق به دو چشم سر نبینم هرگز   |  | از پای طلب می‌ننشینم هرگز  |
| گویند که حق به چشم سر نتوان دید |  | این ایشانند من چنینم هرگز |